# كينيث روبرتس
كينيث روبرتس (بالإنجليزية: Kenneth Roberts)‏ (8 ديسمبر 1885، كينبونكبورت في الولايات المتحدة - 21 يوليو 1957، كينبونكبورت في الولايات المتحدة)؛ كاتب، كاتب سيناريو وروائي أمريكي.

## روابط خارجية
- كينيث روبرتس على موقع IMDb (الإنجليزية)
- كينيث روبرتس على موقع الموسوعة البريطانية (الإنجليزية)
- كينيث روبرتس على موقع أول موفي (الإنجليزية)
- كينيث روبرتس على موقع قاعدة بيانات الأفلام السويدية (السويدية)
- كينيث روبرتس على موقع إن إن دي بي (الإنجليزية)
- كينيث روبرتس على موقع قاعدة بيانات الفيلم (الإنجليزية)